# Скиндори
Скиндори (груз. სკინდორი) — село в Грузии, на территории Чиатурского муниципалитета края (мхаре) Имеретия.

## География
Село находится на западе центральной части Грузии, к югу от реки Квирилы, на расстоянии 10 километров к юго-западу от города Чиатура, административного центра муниципалитета. Абсолютная высота — 560 метров над уровнем моря.

## Население
По результатам официальной переписи населения 2014 года, в Скиндори проживало 446 человек (228 мужчин и 218 женщин). В национальной структуре населения грузины составляли 100 %.
| Год  | Население, человек |
| ---- | ------------------ |
| 2002 | 749                |
| 2014 | ↘ 446              |